# Bowman Township (Missouri)
Bowman Township est un township, situé dans le comté de Sullivan, dans le Missouri, aux États-Unis,.
Le township est fondé en 1872 et baptisé en référence à la ville, disparue, de Bowmansville,.

### Source de la traduction
- (en) Cet article est partiellement ou en totalité issu de l’article de Wikipédia en anglais intitulé « Bowman Township, Sullivan County, Missouri » (voir la liste des auteurs).